# 간덴 포드랑

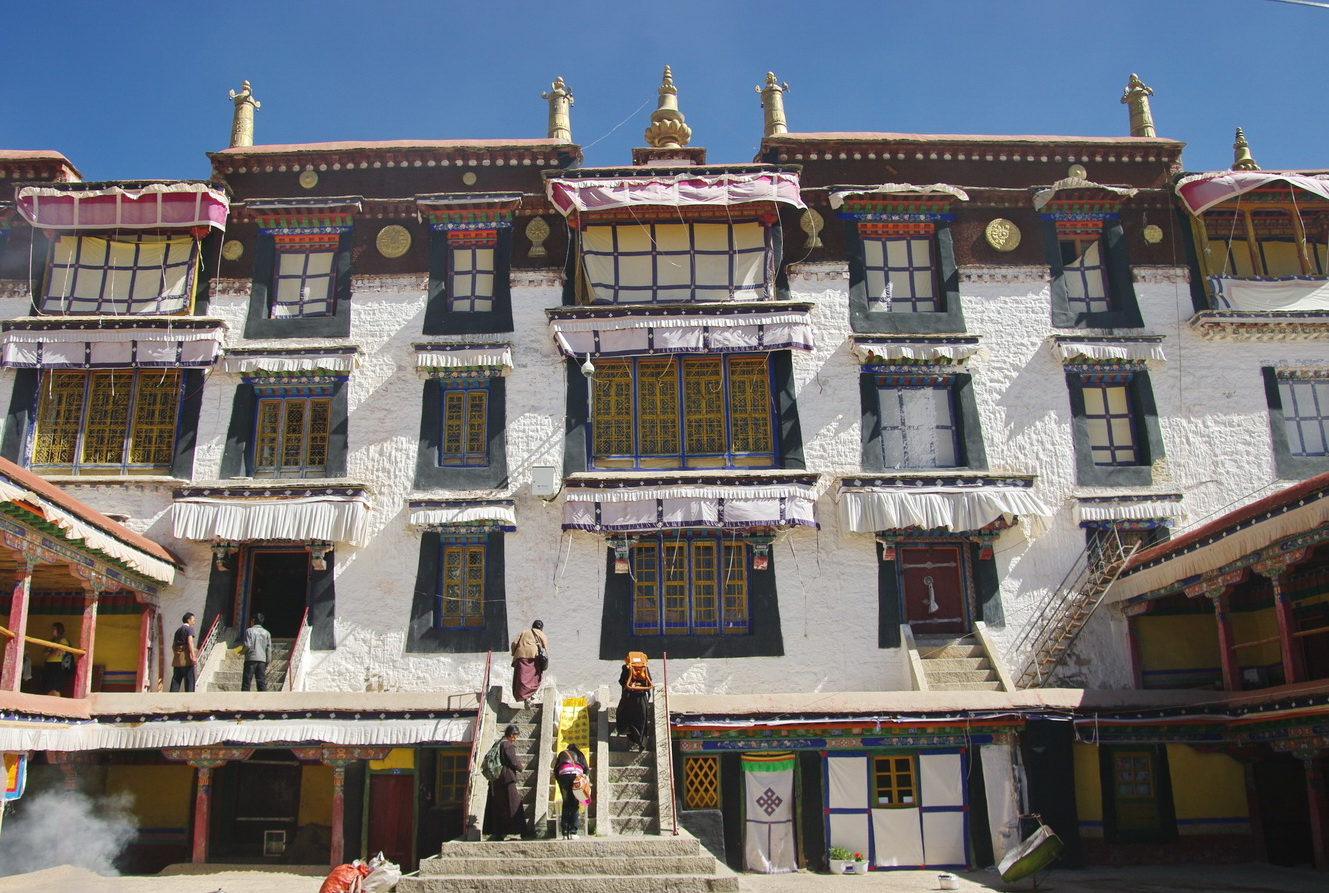
드레풍사의 간덴 포드랑 청사. 17세기까지는 이 곳에서 달라이 라마가 간덴 포드랑의 정무를 보았다.

간덴 포드랑(티베트어: དགའ་ལྡན་ཕོ་བྲང [kɑ̃̀tɛ̃̀ pʰóʈɑ̀ŋ], 중국어: 甘丹颇章)은 1642년 코슈트 칸국에서 귀시 칸의 양해 하에 달라이 라마 5세가 설치한 일종의 정부였다. 귀시 칸은 티베트 서남부의 르카쩌시에 머물렀는데, 이 때부터 달라이 라마 5세에게 티베트 국내 내정이 이임되면서 동남부의 라싸가 티베트의 수도 기능을 하기 시작했다.
1720년 청나라가 티베트에 쳐들어와 코슈트 칸국이 망하고 티베트는 1912년까지 청나라의 번부가 되어 청조 중앙에서 서럼셔머 터허 암반(주찰대신)의 일종인 뵈 브중스 암반(흠차주장판사대신)이 파견되었다. 하지만 그와 별개로 간덴 포드랑은 청나라 시기에도 티베트 지역의 자치정부로서 존속했고, 청나라 멸망 이후 군벌 시대에는 독립을 추진(티베트 왕국)하기도 했다. 중화인민공화국이 티베트를 합병한 뒤 1959년 완전히 철폐되었다.

## 같이 보기
- 달라이 라마
- 코슈트 칸국
- 준가르
- 청나라 치하 티베트
- 티베트 (1912년~1951년)
- 티베트의 총리
- 롭상 상가이